# České baroko

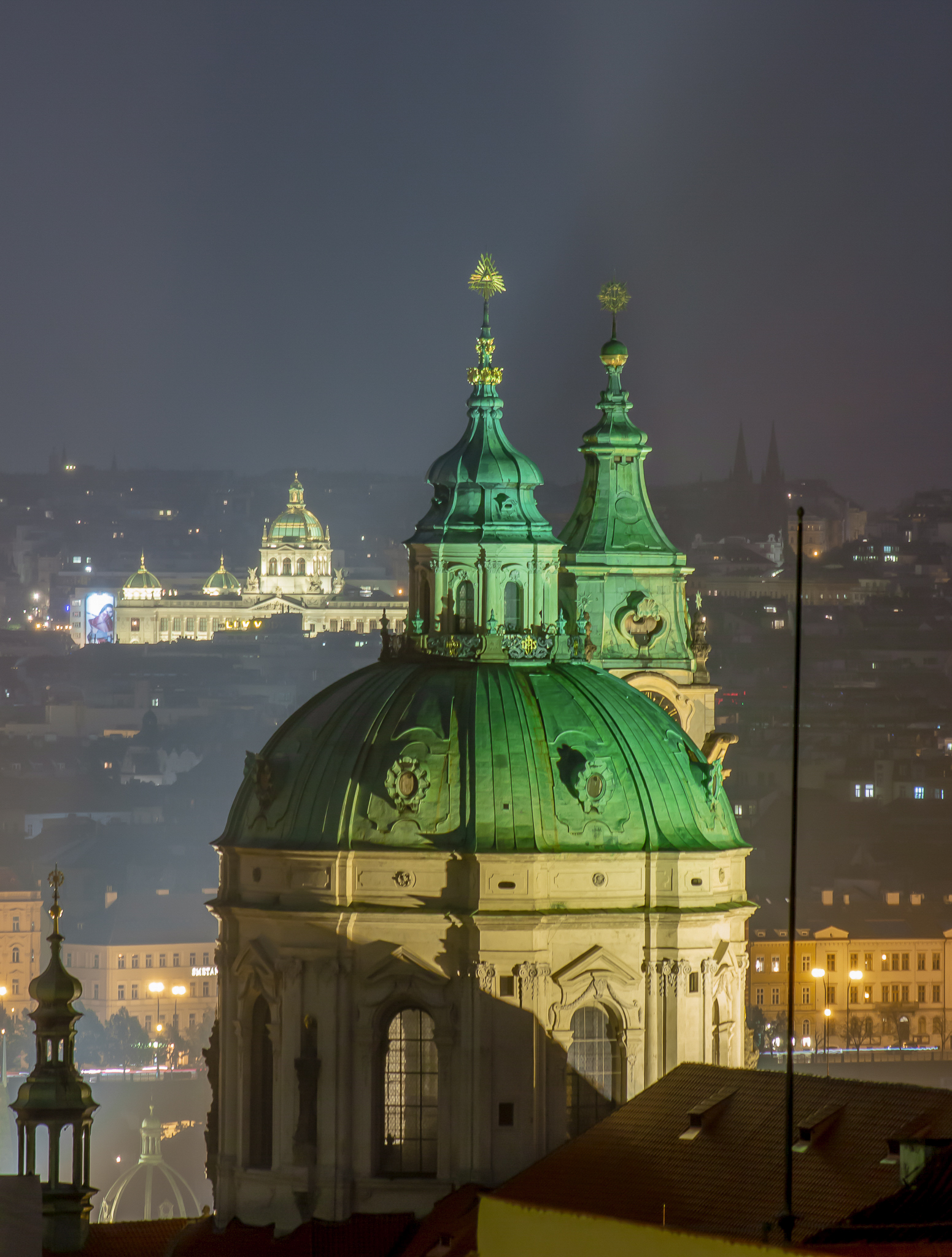
Kupole jezuitského kostela svatého Mikuláše na Malé Straně v Praze

České baroko představuje specifickou podobu barokní kultury, jak se vytvářela v českých zemích v 17. a 18. století a doznívala v lidovém umění ještě dlouho potom. Časově se více či méně kryje s dobou pobělohorskou.

## Popis a souvislosti
České baroko má kořeny v barokní umělecké tvorbě v Itálii a ve Španělsku. V Čechách bylo baroko obohaceno domácími umělci a řemeslníky o nové prvky – přizpůsobení českému prostředí, čímž vznikl osobitý architektonický směr.
Kultura v českých zemích byla ovlivněna situací po bitvě na Bílé hoře, která v listopadu 1620 rozpoutala 30 let trvající konflikt, do něhož více či méně zasáhly téměř všechny evropské země. Přestože tato doba bývá nepřesně označována za dobu temna, dosáhlo české umění vysoké úrovně, především v malířství a architektuře. Po bitvě na Bílé hoře, v níž byly poraženy oddíly protestantské šlechty císařskými vojsky, svou pozici na českém trůnu upevnili Habsburkové. Ti svou nově získanou moc využili k provedení protireformace a rekatolizace země. Opírajíce se o pomoc jezuitského řádu společně s absolutistickým způsobem vlády se habsburským panovníkům podařilo v Čechách úspěšně realizovat protireformaci tak komplexně, jako téměř v žádném jiném regionu v Evropě.
Mezi největší zadavatele výstavby barokních děl (staveb, maleb, soch atd.) patřila římskokatolická církev, aristokracie a panovník.
Vznikaly zde nejen sakrální stavby, jako chrámy, kláštery, ale také nákladná šlechtická sídla, paláce, zámky, a měnila se také architektonická podoba venkova – kostelíky, kapličky, mariánské či morové sloupy a další sochy. Pozornost byla věnována nejen jednotlivým objektům, ale i jejich umístění a vytváření větších celků včetně komponování krajiny za pomocí dominant (sakrální i světské stavby, sochy), os (cesty, aleje) a ploch polí a luk (barokní krajina).
Ze spojení barokního slohu s lidovou tradicí vzniklo takzvané selské baroko, jehož rozvoj ale nastal až v 19. století.

## Malířství

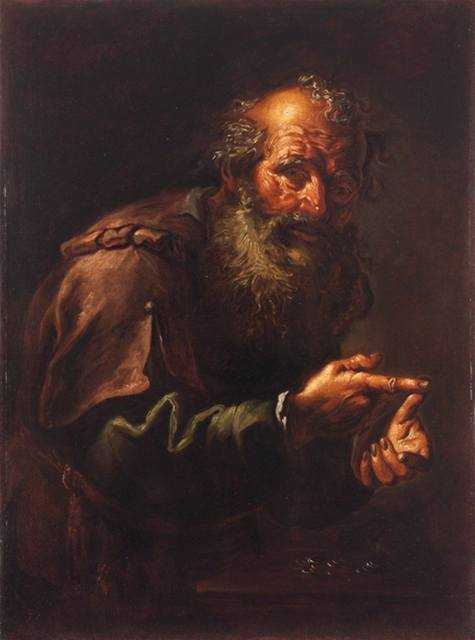
Boháč, Petr Brandl

Nejvýraznější osobností raného období byl Karel Škréta, tvůrce náboženských témat i portrétů (Skupinový portrét brusiče drahokamů Miseroniho). Na něj navazovali Antonín Stevens a Jan Jiří Heinsch. Samostatné místo zaujímá v exilu působící grafik Václav Hollar.
Přechod k vrcholnému baroku představuje nevlastní syn Michaela Willmanna Jan Kryštof Liška. K nejvýraznějším vrcholně barokním malířům patří Petr Brandl, autor mj. zejména oltářních obrazů. V oblasti portrétu dosáhl výjimečného mistrovství Jan Kupecký, nástěnné malířství na vysokou úroveň pozvedl Václav Vavřinec Reiner, jinak též autor oltářních obrazů. Ve freskařském díle pokračovali František Xaver Palko a Jan Lukáš Kracker.
V období pozdního baroka až rokoka byl autorem fresek i oltářních obrazů na Moravě i v Čechách Rakušan František Antonín Maulbertsch. Menším formátům s často žánrovými výjevy se věnoval Norbert Grund, nejvýznamnější domácí malíř tohoto období.

## Sochařství

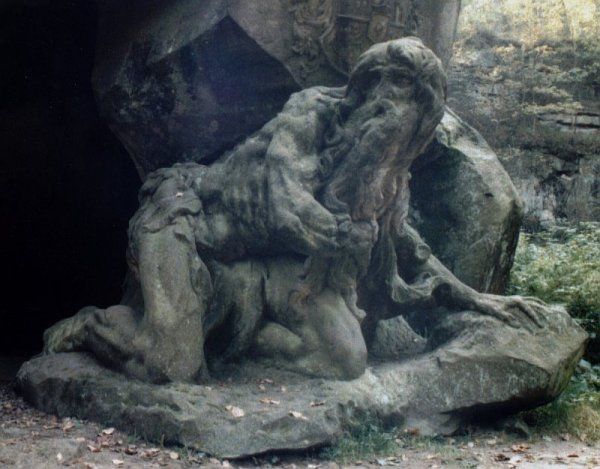
Poustevník Juan Garin, Nový les u Kuksu, Matyáš Bernard Braun

Z raně barokních sochařů vyniká Jan Jiří Bendl, autor výzdoby jezuitského kostela sv. Salvátora a staroměstského mariánského sloupu.
Projevy vrcholného baroka přišly ke konci 17. století v dílech zdomácnělých cizinců, např. Ottavio Mosto, Matěj Václav Jäckel nebo Jan Brokoff. Jeho syn Ferdinand Maxmilián Brokoff je již vrcholný představitel monumentálního barokního realizmu se zvládnutou modelací postav i drapérií. K této generaci patřila i druhá největší postava českého barokního sochařství, Matyáš Bernard Braun, tvůrce na Berniniho navazujícího dramatičtějšího, dynamičtějšího proudu. K jeho významným následovníkům patří Jiří František Pacák a Řehoř Theny, kosmonoský Josef Jiří Jelínek či Lazar Widemann. Značná poptávka po sochařské výzdobě interiérů i fasád kostelů, paláců a zámků, monumentálních sloupů (mariánských, trojičních, či dalších světeckých) zdobících náměstí či samostatných soch a sousoší stimulovala rozvoj barokních sochařských dílen. Autorský podíl slavných sochařů a jejich žáků na jednotlivých sochách i jejich částech pocházejících z určité dílny zpravidla není dokumentován a jejich určování je předmětem uměleckohistorického bádání. Výjimečnými díly tvořícími skutečné sochařské galerie jsou Braunův Kuks s Betlémem a zejména sochy na Karlově mostě.
K významným autorům období pozdního baroka a přechodu ke klasicismu patří Ignác František Platzer.

## Architektura

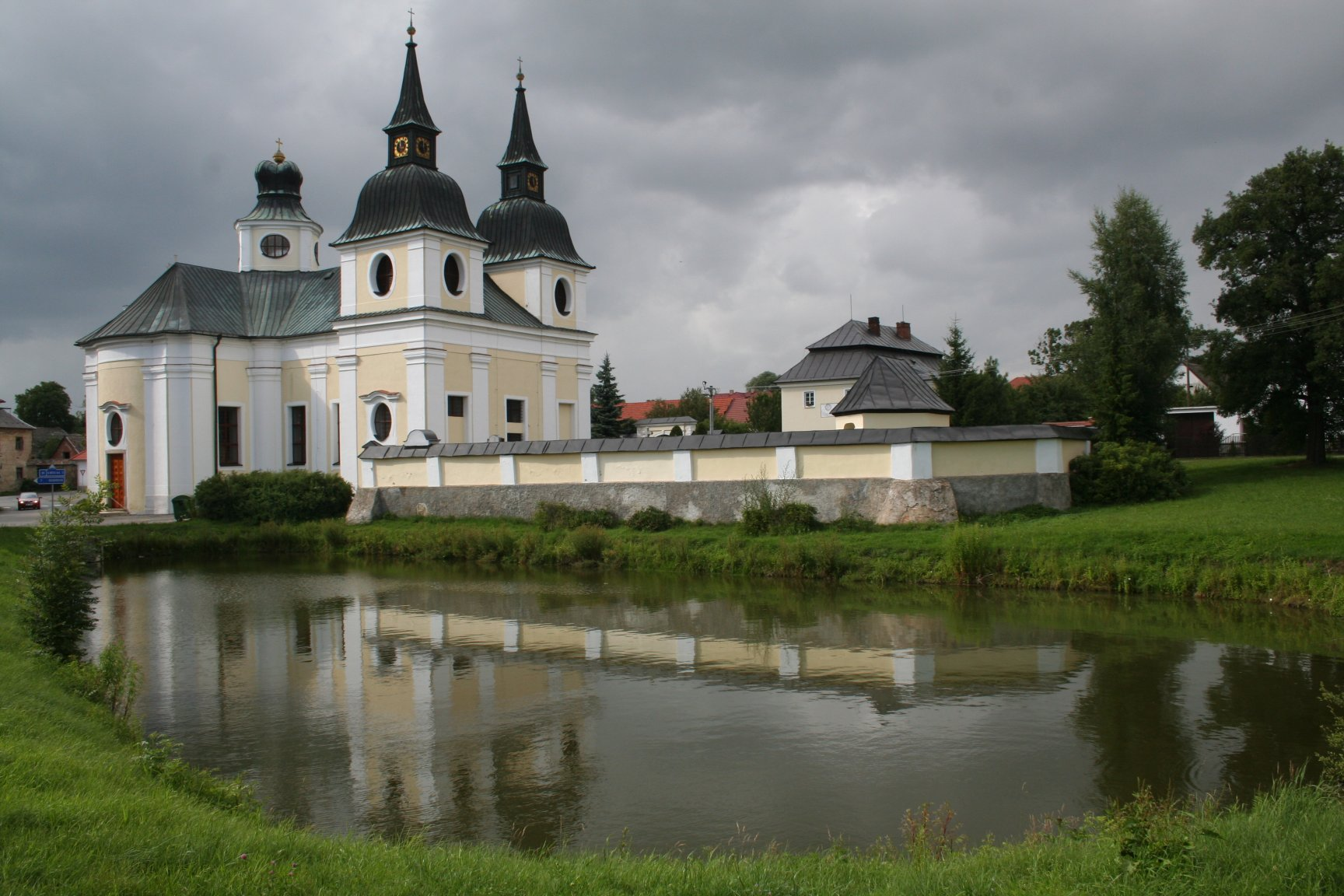
Kostel sv. Václava ve Zvoli, jehož autorem je Jan Blažej Santini-Aichel.

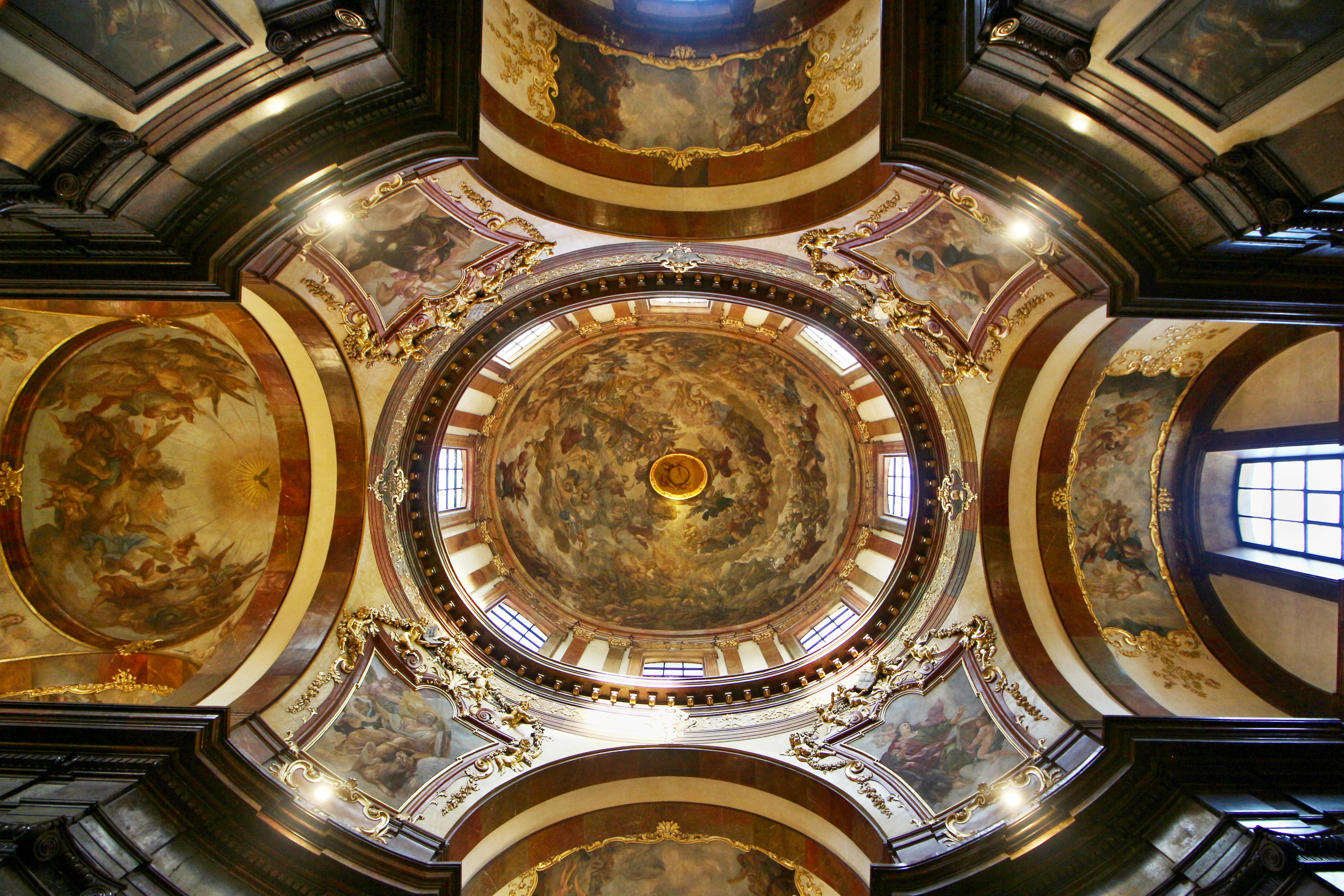
Interiér kupole kostela sv. Františka z Assisi u klášter křižovníků

První stavby řazené již k baroku (Matyášova brána, kostel Panny Marie Vítězné) se objevily souběžně s renesančními a ještě i gotickými formami. Po Bílé hoře se baroko prosazovalo, jistou přechodnou fázi představuje Valdštejnský palác. Větší rozkvět raně barokní architektury začal až po skončení třicetileté války. Mezi nejvýznamnější architekty patřili Carlo Lurago, autor zejména pražských jezuitských staveb, a tvůrce monumentální architektury Francesco Caratti (Černínský palác).
Přechod k vrcholným formám baroka představuje dílo francouze Jana Baptisty Matheye (kostel sv. Františka u křižovníků, Trojský zámek).
K vrcholům barokní architektury se řadí dílo Jana Blažeje Santini-Aichela, který se proslavil osobitým stylem barokní gotiky (Zelená hora, Kladruby), a dále Kryštofa Dientzenhofera a zejména jeho syna Kiliána Ignáce Dientzenhofera, autora mj. originálně a náročně řešených kostelů kombinující prvky podélných a centrálních staveb (malostranský i staroměstský kostel sv. Mikuláše). K dalším významným autorům patří Giovanni Battista Alliprandi, originální přínos měl i František Maxmilián Kaňka, jehož dílo je značně různorodé a často dokončoval stavby jiných architektů.
Přechod ke klasicismu ohlašuje přestavba Pražského hradu vídeňského Nicolò Pacassiho. Na něj a na K. I. Dientzenhofera navazoval Ignác Jan Nepomuk Palliardi, u kterého se domácí vrcholně barokní tradice prolíná s klasicistním dekorem. S Pacassiho tvorbou, jehož hradní přestavbu realizoval, i s dílem Fischera z Erlachu souvisí Antonín Haffenecker, další architekt, který se od barokních forem propracoval ke klasicismu (Stavovské divadlo).

## Literatura

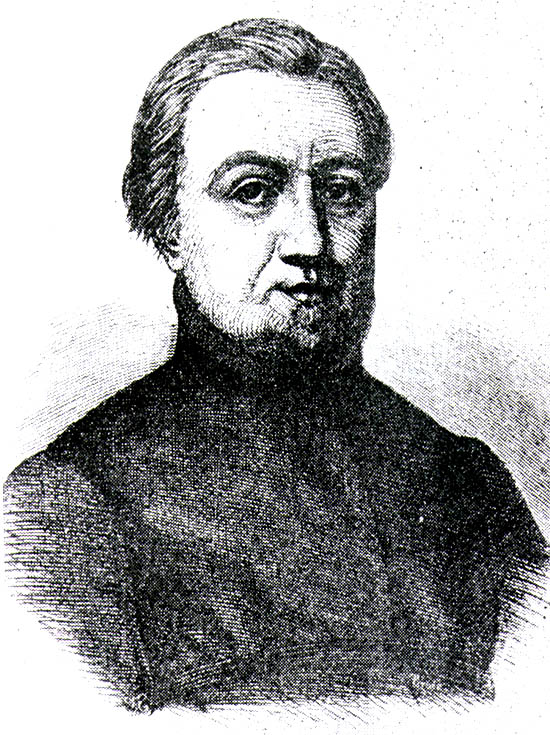
Bohuslav Balbín

### Domácí barokní literatura
Domácí autoři, nazývaní v dějinách české literatury stranící spíše protestantismu oficiální autoři, se hlásili ke katolicismu a často byli spojeni s řádem jezuitů. Literatura byla ovlivněna patriotismem a snahou navázat na tradice z doby předhusitské, tedy dobu vlády Karla IV., období rozvoje české kultury. Jedná se zpravidla o poezii.
Mezi čelné představitele tohoto proudu patřili Bedřich Bridel, Bohuslav Balbín, hudebník a básník Adam Václav Michna z Otradovic nebo Antonín Koniáš, který byl později v duchu národovectví vyobrazován jako „symbol jezuitského tmářství“ a „útlaku české kultury“.

### Exilová literatura

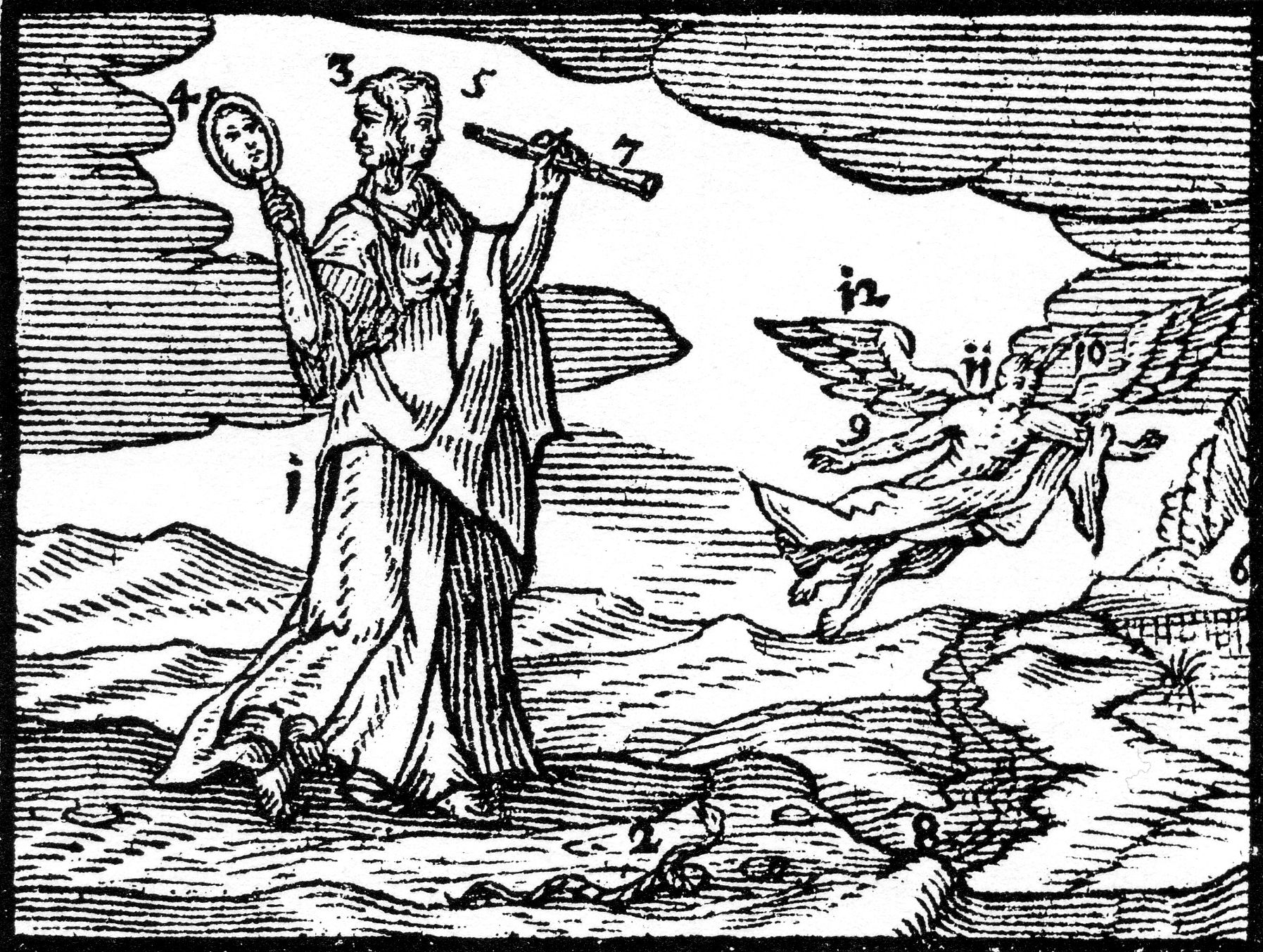
Ilustrace z Komenského Orbis pictus (Svět v obrazech)

- Jan Amos Komenský – prezentuje humanismus
- Pavel Skála ze Zhoře – paměti o době po boji na Bílé hoře

### Lidová tvorba
Lidová tvorba neměla písemnou podobu, byla předávána z generace na generaci. Autor nebýval znám. Používala se improvizace – námět stejný s jinými detaily.
- Legendární pověsti – vyprávějí o nějakém zázraku – Pověst o Blanických rytířích nebo různých proroctvích – Sibylino proroctví.
- Balady – o útlaku poddaných – např. Osiřelo dítě.
- Náboženské hry – velikonoční a vánoční drama.
- Loutková divadla – náměty čerpané z uměleckých děl – např. Shakespearovy hry.
- Kramářské písně – druh zpravodajství – tímto způsobem byli obyvatelé informování o aktuálních situacích ze své země.

### Pololidová literatura
Pololidová literatura byla psána často vzdělanými autory z venkova, takzvanými písmáky. Mezi takovéto autory patří Jan František Vavák, rychtář v Milčicích u Nymburka. Ve městech vznikala interludia, tvorba měšťanů zesměšňující sedláky, kde se užívají i vulgární slova.

## Hudba

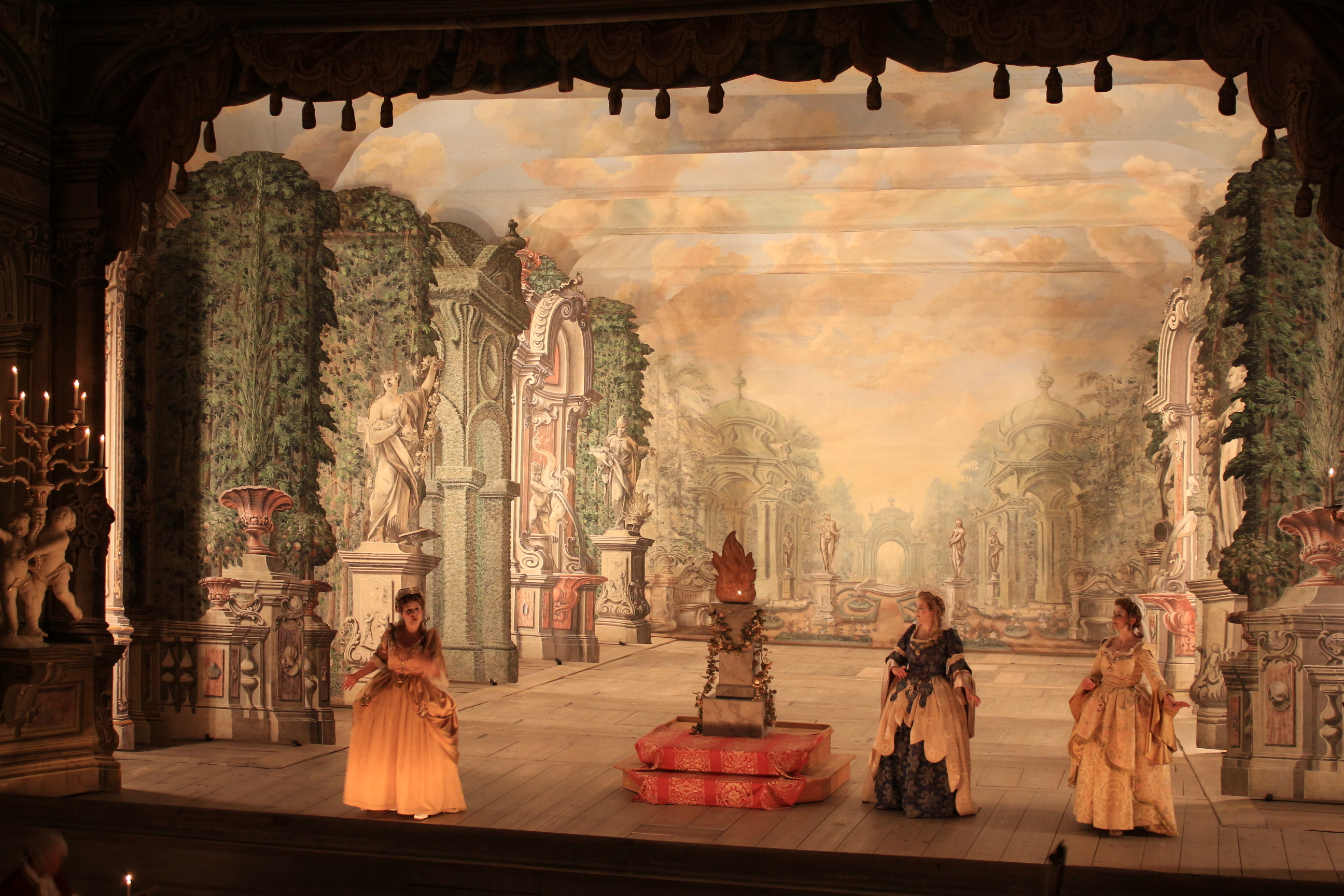
Představení barokní opery Antonia Caldary "Il natale d’Augusto" v barokním zámeckém divadle v Českém Krumlově.

Nejdůležitější střediska barokní hudby jsou na jedné straně chrámy a kláštery a na straně druhé zámky. Kláštery poskytovaly vzdělání a chrámy hudební realizaci cizí i české hudby. Dokazují to již slavné kancionály české hudby – Adama Michny Česká Mariánská hudba, Český kancionál Václava Šteyera, Slavíček rajský Jozefa Božana a Kaple královská zpevní a muzikální Václava Holana Rovenského – mající smyslově podmanivou melodiku a zajímavý instrumentální doprovod.
Šlechtické zámky se staly centry instrumentální (i vokální) barokní kultury. Nejslavnější byla kapela biskupa Lichtensteina-Castelcorna v Kroměříži, kde působili významní skladatelé H. Biber a P. J. Vejvanovský. Jistý význam má také Holešov, Vyškov, Tovačov, Jaroměřice nad Rokytnou, a dále zámecká střediska v Praze, Kuksu, Jindřichově Hradci a Roudnici nad Labem. Svým způsobem byla významná Míčova opera O původu Jaroměřic v Jaroměřicích nad Rokytnou a v Praze měla velký úspěch opera J. J. Fuxe Constanza e Fortezza, která byla v roce 1723 provedena 300 hudebníky při korunovaci Karla VI. pro 4000 diváků na pražském hradě. (Světská hudba se také pěstovala ve městěch i na venkově, samozřejmě na přiměřené lidové úrovni.)
Po stránce vývojové lze hovořit o třech fázích české hudby: 1600–1650, 1650–1700, 1700–1750, jasně reagujících na středoevropskou hudební kulturu. Po nich navazuje tzv. Pozdní baroko, které doznívá ještě do roku 1780.
První fáze Rané baroko – 30letá válka, období pobělohorské katolizace. 1683 první katolický kancionál. Kancionály obsahují melodie převzaté z českobratrských a jiných chorálů. Později se začaly formovat podle barokních zásad. Poprvé se u nás objevila opera. Nejvíce působila na lid a církev – chrámová hudba a oblíbené šlechtické kapely. Hlavním představitelem byl Adam Michna z Otradovic.
Druhá fáze Střední baroko – hlavními představiteli byli Johannes Pecelius (tvorba pro žestě), Mikuláš František Xaver Wentzely (pražský Němec působící ve Svatovítské katedrále, psal vokálně instrumentální díla), Kryštof Karel Gayer (taktéž působící ve Svatovítské katedrále) a v neposlední řadě samozřejmě Pavel Josef Vejvanovský (1633–1693). Napsal řadu chrámových skladeb, ale dnes jsou velmi populární jeho instrumentální skladby s velkým podílem žesťů (hlavně trubek) – sonáty, serenády a balety.
Tretí fáze Vrcholné baroko – Jozef Antonín Plánický, Jozef Leopold Václav Dukát (technika fugy), Šimon Brixi (otec Františka Xavera Brixiho): Vánoční offertorium (Narodil se Kristus pán), Magnificat; Jan Dismas Zelenka a Bohuslav Matěj Černohorský.
Pozdní baroko – cca 1745–1780, přechod ke klasicismu. Hlavními představiteli jsou František Václav Míča a František Ignác Tůma.